# Гарі Догерті
Гарі Майкл Томас Догерті (англ. Gary Michael Thomas Doherty; нар. 31 січня 1980, Карндона, Ірландія) — ірландський футболіст, спочатку нападник, а згодом — захисник. Отримав міжнародні нагороди за Республіку Ірландія.
Футбольну кар'єру розпочав у «Лутон Таун», перш ніж перейти до складу представника Прем'єр-ліги Англії «Тоттенгем Готспур». Однак більшу частину кар'єри провів у «Норвіч Сіті», у складі якого визнавався найкращим гравцем сезону в клубі. Футбольну кар'єру завершив у «Вікем Вондерерз».

## Клубна кар'єра

### «Лутон Таун»
Футбольну кар'єру розпочав 1997 року в «Лутон Таун». За понад три сезони у футболці клубу зіграв 88 матчів у чемпіонаті, завдяки чому отримав виклик до національної збірної Ірландії.

### «Тоттенгем Готспур»
У березні 2000 року колишній гравець «Лутон Тауна» Девід Пліт, який тоді був директор футбольного клубу Тоттенхем Готспур, ініціював викуплення гравця за 1 мільйон фунтів стерлінгів. У травні 2000 року дебютував за «шпори», вийшов на заміну в програному (1:3) матчі проти «Манчестер Юнайтед». Протягом сезону 2000/01 років став гравцем основного складу, своїм першим голом за «Тоттенгем» відзначився 2 січня 2001 року у воротах «Ньюкасл Юнайтед». Серед інших яскравих моментів цього сезону — перемога на останніх хвилинах проти «Лейтон Орієнт» у Кубку Англії, завдяки чому приніс своїй команді перевагу над північнолондонським конкурентом «Арсеналом» у півфіналі Кубку Англії 2001 року, а також на виїзді за рахунку 0:2 на користь «Сандерленда» відзначився двома голами й допоміг своїй команді здобути вольову перемогу з рахунком 3:2. Однак наступний сезон почався невдало, у вересні Гарі зламав ногу в матчі Кубку Ліги проти «Торкі Юнайтед» після зіткнення з Ейфоном Вільямсом. Він повернувся до завершення сезону, але йому було важко повернути своє місце в команді.
У «Тоттенгемі» Догерті зрештою закріпився на позиції захисника, і, хоча він насолоджувався, ймовірно, своїм найкращими матчами після перелому в 2003-04 році, йому не вдалося стабільно досягти тієї форми, яку демонстрував перелому ноги. У березні 2004 року підписав новий контракт, термін якого не розголошувався. Зрештою, на початку сезону 2004/05 років нова команда тренерів «Тоттенхема» у складі Френка Арнесена та Жака Сантіні продала Гарі новачку вищого дивізіону чемпіонату Англії «Норвіч Сіті» за нерозголошену суму.

### «Норвіч Сіті»
У «Норвіч Сіті» кар’єра Догерті почалася добре, отримав постійне місце в центрі захисту, але в лютому втратив своє місце на користь Джейсона Шекелла, а «Норвіч» зрештою вилетів до нижчого дивізіону. Однак наступного сезону Догерті став основним футболістом на позиції центрального захисника, почав демонструвати стабільну гру. Хоча «Норвіч» мав важкий та невдалий сезон 2005/06 років, вболівальники відзначили гру Гарі, проголосувавши за нього як за найкращого гравця року «Норвіч Сіті».
Згодом підписав новий контракт на Керроу Роуд до літа 2008 року. Сезон 2007/08 років також невдало розпочався для Гарі, в жовтні він отримав травму, через яку не грав 2 місяці. Зрештою його контракт закінчився, але 1 липня гравець підписав нову 2-річну угоду. Згодом він оголосив, що його новий номер команди, 12-й, замість 27-го, має принести йому удачу:
|  | Вся справа в забобонах. З тих пір, як я прийшов до «Норвіча», мій рахунок [забитих] м'ячів справді був поганим. Раніше я носив 12-й [номер] у «Лутоні» та «Тоттенхемі», і в ті часи я забивав досить вільно. |

Під час передсезонного турне Канарейок 2008/09 отримав травму гомілковостопного суглоба, яка виключила його з гри протягом перших трьох місяців нового сезону. Повернувшись до команди, відзначився своїм першим голом за більш ніж три роки на Boxing Day 2008 у програному (1:3) поєдинку проти «Крістал Пелас» на Селгерст Парк.
Незважаючи на те, що на початку сезону 2009/10 років отримав капітанську пов'язку від Браяна Ганна, новий тренер Пол Ламберт одразу ж позбавив його від цієї ролі; при цьому Гарі повідомили, що у нього немає довготривалого майбутнього в клубі. Однак через травми Ламберт змушений був повернути Гарі до команди, завдяки чому ірландець грав до завершення сезону. Налагодив взаємодію в обороні як з Майклом Нельсоном, так і з Йенсом Бертелем Аскоу, а також відзначився 7-ма голами, завдяки чому допоміг «Норвіч Сіті» виграти Першу лігу.
27 березня 2010 року після завершення гри «Норвіч» проти «Лідс Юнайтед» вищнаний «гравцем матчу».
Наприкінці сезону 2009/10 посів третє місце у списку найкращих гравців сезону, але 14 травня 2010 року було оголошено, що «Норвіч Сіті» надав Гарі статус вільного агента. Його агент Брендан Кіз проводив переговори з «Нью-Йорк Ред Буллз» щодо переїзду Гарі в MLS, але домовитися все ж невдалося й Догерті залишився в Англії.

### «Чарльтон Атлетік»
5 липня 2010 року було оголошено, що Догерті підписав контракт з «Чарльтон Атлетік» після того, як вільним агентом залишив «Норвіч Сіті». У сезоні 2010/11 років став гравцем основи «Чарльтон Атлетік», але в сезоні 2011/12 років зіграв за клуб лише три матчі.

### Оренда у «Вікем Вондерерз»
24 лютого 2012 року разом із одноклубником по «Чарльтону» Полом Хейсом перейшов до «Вікем Вондерерз», який на той час займав останнє місце в Першій лізі. став одним із чотирьох орендованих новачків, які брали участь у переможному (5:0) поєдинку проти «Гартлпулом». Догерті відзначився голом, щоб завершити свій яскравий дебют. Згодом був нагороджений званням «Гравець матчу за версією спонсора».

### «Вікем Вондерерз»
3 липня 2012 року, після відходу з «Чарльтона», вільним агентом підписав з «Вікомб Вондерерс» 2-річний контракт. 9 липня 2012 року отримав капітанську пов'язку. Після двох сезонів з «Вікем» змушений був завершити кар’єру через травму коліна, отриману під час підготовки до сезону 2014/15 років.

## Кар'єра в збірній
Переїхав із сім’єю до англійського Лутона у віці шести років, але пройшов через юнацькі збірні своєї рідної країни, грав за молодіжну збірну Республіки Ірландія у фіналі чемпіонату Європи з футболу (U-18) 1997 року в Ісландії, відзначився голом у ворота Франції. Він також став частиною команди-переможця молодіжного чемпіонату Європи 1998 році та команди U-20, яка потрапила до 1/8 фіналу молодіжного чемпіонату світу 1999 року.
У національній команді грав переважно на позиції нападника, за яку дебютував у квітні 2000 року в поєдинку проти Греції. Залишався основним гравцем команди, допоки зламав ногу у вересні 2001 року. У квітні 2002 року одужав, відзначився своїм першим голом за збірну в поєдинку проти Сполучених Штатів, але не потрапив до списку гравців, які поїхали на фінальну частину чемпіонату світу 2002 року. Повернувся до команди під час невдалої для Ірландії кваліфікації чемпіонату Європи 2004, за підсумками якої з трьома забитими м'ячами став найкращим бомбардиром. Окрім цього неодноразово грав у збірній Ірландії грав у півзахисті.

## У популярній культурі
Багато вболівальників з любов’ю називають Догерті «Доктором» або «Джинджер Пеле» (що було увічнено виданням збірки футбольних пісень/чатів «Єдиний Джинджер Пеле»).
Пісня 2010 року «Gary Doherty» гурту з Норвіча «We Can't Dance» посилається на газети, які доставляли Догерті важкі часи, і містить приспів, що складається з його імені та закінчується рядком «Мені байдуже, що вони щось про тебе говорять».

## Статистика виступів

### Клубна
| Сезон               | Клуб              | Дивізіонах        | Ліга  | Ліга | Кубок Англії | Кубок Англії | Кубок ліги | Кубок ліги | Трофей ФА | Трофей ФА | Загалом | Загалом |
| Сезон               | Клуб              | Дивізіонах        | Матчі | Голи | Матчі        | Голи         | Матчі      | Голи       | Матчі     | Голи      | Матчі   | Голи    |
| ------------------- | ----------------- | ----------------- | ----- | ---- | ------------ | ------------ | ---------- | ---------- | --------- | --------- | ------- | ------- |
| «Лутон Таун»        | 1997–98           | Другий дивізіон   | 10    | 0    | 1            | 0            | 0          | 0          | 0         | 0         | 11      | 0       |
| «Лутон Таун»        | 1998–99           | Другий дивізіон   | 20    | 6    | 2            | 0            | 1          | 0          | 1         | 0         | 24      | 6       |
| «Лутон Таун»        | 1999–00           | Другий дивізіон   | 40    | 6    | 5            | 2            | 2          | 1          | 1         | 0         | 48      | 9       |
| «Лутон Таун»        | Загалом           | Загалом           | 70    | 12   | 8            | 2            | 3          | 1          | 2         | 0         | 83      | 15      |
| «Тоттенгем Готспур» | 1999–00           | Прем'єр-ліга      | 2     | 0    | 0            | 0            | 0          | 0          | 0         | 0         | 2       | 0       |
| «Тоттенгем Готспур» | 2000–01           | Прем'єр-ліга      | 22    | 3    | 5            | 3            | 0          | 0          | 0         | 0         | 27      | 6       |
| «Тоттенгем Готспур» | 2001–02           | Прем'єр-ліга      | 7     | 0    | 0            | 0            | 1          | 0          | 0         | 0         | 8       | 0       |
| «Тоттенгем Готспур» | 2002–03           | Прем'єр-ліга      | 15    | 1    | 1            | 0            | 2          | 0          | 0         | 0         | 18      | 1       |
| «Тоттенгем Готспур» | 2003–04           | Прем'єр-ліга      | 17    | 0    | 2            | 1            | 3          | 0          | 0         | 0         | 22      | 1       |
| «Тоттенгем Готспур» | 2004–05           | Прем'єр-ліга      | 1     | 0    | 0            | 0            | 0          | 0          | 0         | 0         | 1       | 0       |
| «Тоттенгем Готспур» | Загалом           | Загалом           | 64    | 4    | 8            | 4            | 6          | 0          | 0         | 0         | 78      | 8       |
| «Норвіч Сіті»       | 2004–05           | Прем'єр-ліга      | 20    | 2    | 1            | 0            | 2          | 0          | 0         | 0         | 23      | 2       |
| «Норвіч Сіті»       | 2005–06           | Чемпіоншип        | 42    | 1    | 1            | 0            | 3          | 0          | 0         | 0         | 46      | 1       |
| «Норвіч Сіті»       | 2006–07           | Чемпіоншип        | 34    | 0    | 3            | 0            | 2          | 0          | 0         | 0         | 39      | 0       |
| «Норвіч Сіті»       | 2007–08           | Чемпіоншип        | 34    | 0    | 2            | 1            | 3          | 0          | 0         | 0         | 39      | 1       |
| «Норвіч Сіті»       | 2008–09           | Чемпіоншип        | 34    | 3    | 2            | 0            | 0          | 0          | 0         | 0         | 36      | 3       |
| «Норвіч Сіті»       | 2009–10           | Перша ліга        | 38    | 6    | 2            | 0            | 2          | 0          | 2         | 1         | 44      | 7       |
| «Норвіч Сіті»       | Загалом           | Загалом           | 202   | 12   | 11           | 1            | 12         | 0          | 2         | 1         | 227     | 14      |
| «Чарльтон Атлетік»  | 2010–11           | Перша ліга        | 38    | 0    | 4            | 0            | 1          | 0          | 3         | 0         | 46      | 0       |
| «Чарльтон Атлетік»  | 2011–12           | Перша ліга        | 3     | 0    | 0            | 0            | 2          | 0          | 1         | 0         | 6       | 0       |
| «Чарльтон Атлетік»  | Загалом           | Загалом           | 41    | 0    | 4            | 0            | 3          | 0          | 4         | 0         | 52      | 0       |
| «Вікем Вондерерз»   | 2011–12           | Перша ліга        | 13    | 1    | 0            | 0            | 0          | 0          | 0         | 0         | 13      | 1       |
| «Вікем Вондерерз»   | 2012–13           | Друга ліга        | 23    | 2    | 1            | 0            | 1          | 0          | 0         | 0         | 25      | 2       |
| «Вікем Вондерерз»   | 2013–14           | Друга ліга        | 20    | 0    | 1            | 1            | 0          | 0          | 1         | 0         | 22      | 1       |
| «Вікем Вондерерз»   | Загалом           | Загалом           | 43    | 2    | 2            | 1            | 1          | 0          | 1         | 0         | 47      | 3       |
| Усього за кар'єру   | Усього за кар'єру | Усього за кар'єру | 433   | 31   | 33           | 8            | 25         | 1          | 9         | 1         | 500     | 41      |

### У збірній
| Національна збірна          | Рік     | Матчі | Голи |
| --------------------------- | ------- | ----- | ---- |
| національна збірна Ірландії | 2000    | 3     | 0    |
| національна збірна Ірландії | 2001    | 5     | 0    |
| національна збірна Ірландії | 2002    | 5     | 2    |
| національна збірна Ірландії | 2003    | 9     | 2    |
| національна збірна Ірландії | 2004    | 6     | 0    |
| національна збірна Ірландії | 2005    | 5     | 0    |
| Загалом                     | Загалом | 33    | 4    |

## Досягнення
«Норвіч Сіті»
- Перша футбольна ліга
  -  Чемпіон (1): 2009/10

Індивідуальні
- Команда року за версією ПФА (1): Перша ліга 2009/10[18]
- Гравець року «Норвіч Сіті»: 2006